# Tropidion iuba
Tropidion iuba là một loài bọ cánh cứng trong họ Cerambycidae.